# Joan Roca i Casals
Joan Roca i Casals (Vic, Osona, 1955) és un escriptor i pedagog català. Ha treballat com a professor de llengua i literatura catalanes des del 1978 a l'Escola Vedruna de Tona a l'etapa d'ESO (Escola Secundària Obligatòria). Jubilat recentment, ara dedica més temps a la seva segona vocació: la creació literària. Per la novel·la Aquell capvespre va rebre el Premi de Novel·la Ciutat de Mollerussa; pel text dramàtic Penombres el Premi de Teatre Inicia't de Badalona; per Cota 705, un text dramàtic situat a la Batalla de l'Ebre, el Premi Micalet de Teatre de València; per Olor de resclosit el III Premi de Narrativa de la Fundació Món Rural; i per Maleïda pandèmia, un recull de narracions, el Premi Joan Marquès i Arbona de Sóller.

## Obra
- Oratges, poesia, 2000
- Demà encara volaran les orenetes, novel·la juvenil, Barcanova, Barcelona 2007
- Aquell capvespre, novel·la, Pagès Editors, Lleida 2007
- Entrebancs i capgirells, narracions, Emboscall, Vic 2008
- Penombres, teatre, Ajuntament de Badalona 2009
- Concert per a ploma i veus trencades, poesia, SetzeVents 2009
- Verdeta volia volar, conte infantil, El Toll, Ontinyent, 2010
- Arrels de pedra, novel·la, El Toll, Ontinyent, 2011
- Caramels de menta, novel·la infantil, Stonberg, Barcelona, 2014
- Cota 705, teatre, Publicacions de la Universitat de València, 2017
- Bon viatge, Blaveta!, conte infantil, Stonberg, Barcelona, 2017
- Olor de resclosit, novel·la, Cossetània edicions. Barcelona, 2019
- Crònica en blanc i negre, novel·la, Stonberg. Barcelona, 2021
- Llàgrimes eixutes, novel·la, Stonberg. Barcelona, 2022
- Maleïda pandèmia, narracions, Documenta Balear. Palma, 2023
- Un llarg comiat, novel·la, Stonberg. Barcelona, 2024